# Manoir de Haseldorf
Le manoir de Haseldorf (Herrenhaus Haseldorf) est un château néoclassique du Schleswig-Holstein construit en 1804 par Christian Frederik Hansen, pour Hans Heinrich von Friccus-Schilden, situé à Haseldorf.

## Architecture
Le manoir consiste en un corps de logis de briques peintes en blanc à un rez-de-chaussée et un étage sous les combles, avec un avant-corps classique en son milieu surmonté d'un fronton triangulaire à la grecque, et orné d'un balcon soutenu par deux colonnes ioniques.
Les communs et la Kavaliershaus (fin du XVIIIe siècle) forment un u avec le manoir, entourant donc la cour d'honneur sur trois côtés. On remarque, à l'extrémité ouest du parc à l'anglaise, une chapelle du XIIIe siècle dédiée à saint Gabriel, tandis qu'à l'extrémité est, sous de hauts arbres, se trouve le mausolée familial, construit en 1884.

## Histoire
Les archevêques de Brême font construire une maison fortifiée à la fin du XIIe siècle sur les terres de Haseldorf qui est reconstruite en 1317. Christian Ier de Danemark acquiert les terres en 1460 qui sont vendues en 1494 au chevalier Hans von Ahlefeldt. Le château fort est détruit pendant la Guerre de Trente Ans par les troupes de Wallenstein.
La famille von Schilden achète le domaine en 1731 et fait construire le manoir actuel au début du XIXe siècle. Le prince-poète Emil von Schönaich-Carolath-Schilden (1852-1908) en hérite en 1896, avec les domaines de Haselau et Hetlingen. Ce prince, poète, écrivain et novelliste, y invite des personnalités littéraires de son époque, dont Rainer Maria Rilke. Le prince est enterré près de la chapelle Saint-Gabriel.
Le propriétaire actuel est le prince Udo von Schönaich-Carolath-Schilden.